# Uniwersytet Wyoming
Uniwersytet Wyoming (ang. University of Wyoming) – amerykański uniwersytet publiczny z siedzibą w Laramie w stanie Wyoming.
Instytucja powstała w 1886, cztery lata przed przyjęciem stanu Wyoming do Unii jako 44. stan, a pierwsze zajęcia dla 42 studentów poprowadzono we wrześniu 1887. Placówka składa się z siedmiu wydziałów. Jesienią 2016 liczba studentów wynosiła 12 607. W 2017 w rankingu amerykańskich uczelni uniwersytet uplasował się na 171. pozycji.
Uczelniane drużyny sportowe noszą nazwę Wyoming Cowboys i występują w NCAA Division I. Pierwszy tytuł mistrzowski dla uczelni wywalczyła męska drużyna koszykówki w 1943.